# Momčilo Đujić
Momčilo Đujić (1907-1999) fue un militar yugoslavo y sacerdote de la iglesia ortodoxa serbia comandante de los chetniks durante la Segunda Guerra Mundial.

## Biografía

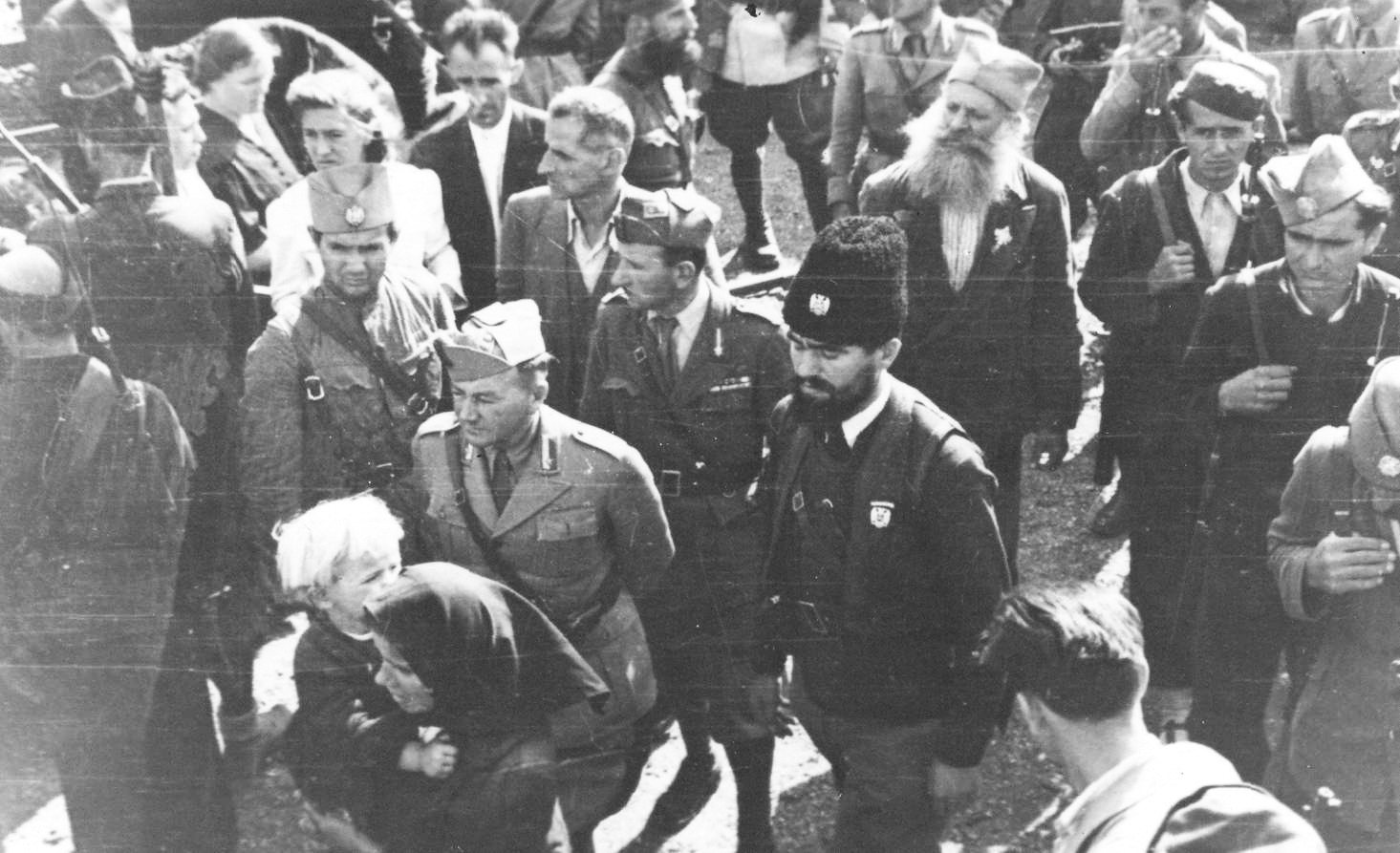
Đujić acompañado de italianos y de otros chetniks

Momčilo Đujić era el mayor de los tres hijos y las dos hijas de Rade Đujić y su esposa Ljubica (de soltera Miloš), y nació en el pueblo de Kovačić, cerca de Knin, en el Reino de Dalmacia, el 27 de febrero de 1907. La familia era de origen bosnio. Đujić terminó la escuela primaria en 1918 y se graduó como el mejor alumno de su clase. Entre 1920 y 1924, asistió al gimnasio inferior de Knin. Tras una pausa de dos años, empezó a asistir al gimnasio superior de Šibenik, pero en 1929 decidió marcharse a Sremski Karlovci, donde asistiría al seminario ortodoxo serbio. Se graduó en el seminario en 1931. Ese mismo año publicó un libro de poesía, Emiilijade. Se ordenó sacerdote dos años después. En 1931, Đujić fue destinado a la parroquia ortodoxa de Strmica, cerca de Kovačić. Poco antes de la ordenación, se casó con Zorka Dobrijević-Jundžić, la hija mayor de un rico comerciante de Bosansko Grahovo. Los dos se casaron en la iglesia de San Jorge de Knin, donde Đujić había sido bautizado de niño. El primer hijo de Đujić, Siniša, nació en 1934. En 1935, Zorka dio a luz a gemelos, un hijo llamado Radomir y una hija llamada Radojka.
Tras el asesinato del rey Alejandro de Yugoslavia en 1934, se unió a la Asociación Chetnik de Kosta Pećanac, formando varias bandas en la región de Knin, en Dalmacia. La Asociación Chetnik se convirtió en una fuerza reaccionaria utilizada por el gobierno central para oprimir a la población. A principios de 1942 formó la División Chetnik Dinara. Se convirtió en el comandante chetnik más importante radicado en la zona del norte de Dalmacia y el oeste de Bosnia.
Criminal de guerra, en 1942 tropas bajo su mando mataron a 200 civiles en la localidad de Gata, cerca de Split. Llegó a colaborar primero con los italianos y después con los nazis en contra de los partisanos.
Đujić fue juzgado y condenado en rebeldía por crímenes de guerra por el nuevo gobierno comunista yugoslavo, que lo declaró culpable de asesinato en masa, tortura, violación, robo, confinamiento forzoso y colaboración con las fuerzas de ocupación.
Exiliado en los Estados Unidos desde 1949, falleció en San Diego el 11 de septiembre de 1999.